# Campionati europei di atletica leggera indoor 2005 - Salto con l'asta femminile
In questa pagina sono riportati i risultati del salto con l'asta femminile dei Campionati europei di atletica leggera indoor 2005.

## Qualificazioni
Gruppo A
| Posizione | Atleta                | Nazione | Misura | 3.80 | 4.00 | 4.15 | 4.30 | 4.40 | 4.50 |
| --------- | --------------------- | ------- | ------ | ---- | ---- | ---- | ---- | ---- | ---- |
| 1         | Tatyana Polnova       | RUS     | 4.50   | -    | -    | o    | o    | o    | o    |
| 1         | Anna Rogowska         | POL     | 4.50   | -    | -    | o    | -    | o    | o    |
| 3         | Natalya Belinskaya    | RUS     | 4.40   | -    | o    | o    | o    | o    | xxx  |
| 4         | Janine Whitlock       | GBR     | 4.40   | -    | o    | xo   | xo   | o    | xxx  |
| 5         | Naroa Agirre          | SPA     | 4.30   | -    | o    | o    | o    | xxx  |      |
| 6         | Martina Strutz        | GER     | 4.30   | -    | o    | xo   | o    | xxx  |      |
| 7         | Vanessa Boslak        | FRA     | 4.30   | -    | -    | xo   | xo   | xxx  |      |
| 8         | Sandra-Helena Tavares | POR     | 4.15   | xo   | xo   | o    | xxx  |      |      |
| 9         | Teja Melink           | UKR     | 4.15   | o    | o    | xo   | xxx  |      |      |
| 9         | Hanna-Mia Persson     | SWE     | 4.15   | -    | o    | xo   | xxx  |      |      |
| 11        | Linda Persson         | SWE     | 4.15   | o    | xo   | xo   | xxx  |      |      |
| 12        | Anna Fitidou          | CYP     | 4.15   | xo   | xo   | xxo  | xxx  |      |      |
| 13        | Anita Tørring         | DAN     | 3.80   | xo   | xxx  |      |      |      |      |

Gruppo B
| Posizione | Atleta            | Nazione | Misura | 3.80 | 4.00 | 4.15 | 4.30 | 4.40 | 4.50 |
| --------- | ----------------- | ------- | ------ | ---- | ---- | ---- | ---- | ---- | ---- |
| 1         | Monika Pyrek      | POL     | 4.50   | -    | -    | -    | o    | o    | o    |
| 1         | Carolin Hingst    | GER     | 4.50   | -    | -    | o    | o    | o    | xo   |
| 2         | Yelena Isinbayeva | RUS     | 4.50   | -    | -    | -    | -    | -    | xo   |
| 4         | Pavla Hamácková   | CZE     | 4.40   | -    | -    | o    | xo   | o    | xx   |
| 5         | Tania Stefanova   | BUL     | 4.40   | -    | -    | -    | xxo  | xo   | x    |
| 6         | Kirsten Belin     | SWE     | 4.30   | o    | o    | o    | o    | xxx  |      |
| 7         | Krisztina Molnár  | FRA     | 4.30   | -    | o    | xo   | xo   | xxx  |      |
| 8         | Elisabete Tavares | POR     | 4.30   | o    | o    | xo   | xxo  | xxx  |      |
| 9         | Dana Cervantes    | SPA     | 4.15   | -    | o    | o    | xx-  | x    |      |
| 9         | Mari Mar Sánchez  | SPA     | 4.15   | -    | o    | o    | xxx  |      |      |
| 11        | Nina Vezjak       | SLO     | 4.00   | o    | o    | xxx  |      |      |      |
| 12        | Ivona Jerkovic    | CRO     | 4.00   | o    | xo   | xxx  |      |      |      |
| 13        | Aurore Pignot     | FRA     | 3.80   | xo   | xxx  |      |      |      |      |

Riepilogo qualificazioni

(qualificate atlete con 4.50 o con le migliori 8 misure)
| Posizione | Atleta                | Nazione | Misura | Esito |
| --------- | --------------------- | ------- | ------ | ----- |
| 1         | Tatyana Polnova       | RUS     | 4.50   | Q     |
| 1         | Monika Pyrek          | POL     | 4.50   | Q     |
| 1         | Anna Rogowska         | POL     | 4.50   | Q     |
| 4         | Carolin Hingst        | GER     | 4.50   | Q     |
| 4         | Yelena Isinbayeva     | RUS     | 4.50   | Q     |
| 6         | Natalya Belinskaya    | RUS     | 4.40   | q     |
| 6         | Pavla Hamácková       | CZE     | 4.40   | q     |
| 8         | Janine Whitlock       | GBR     | 4.40   | q     |
| 9         | Tania Stefanova       | BUL     | 4.40   | q     |
| 10        | Naroa Agirre          | SPA     | 4.30   |       |
| 10        | Kirsten Belin         | SWE     | 4.30   |       |
| 12        | Martina Strutz        | GER     | 4.30   |       |
| 13        | Vanessa Boslak        | FRA     | 4.30   |       |
| 13        | Krisztina Molnár      | FRA     | 4.30   |       |
| 15        | Elisabete Tavares     | POR     | 4.30   |       |
| 16        | Mari Mar Sánchez      | SPA     | 4.15   |       |
| 16        | Dana Cervantes        | SPA     | 4.15   |       |
| 18        | Sandra-Helena Tavares | POR     | 4.15   |       |
| 19        | Teja Melink           | UKR     | 4.15   |       |
| 19        | Hanna-Mia Persson     | SWE     | 4.15   |       |
| 21        | Linda Persson         | SWE     | 4.15   |       |
| 22        | Anna Fitidou          | CYP     | 4.15   |       |
| 23        | Nina Vezjak           | SLO     | 4.00   |       |
| 24        | Ivona Jerkovic        | CRO     | 4.00   |       |
| 25        | Aurore Pignot         | FRA     | 3.80   |       |
| 25        | Anita Tørring         | DAN     | 3.80   |       |

### Finale
| Pos. | Atleta             | Nazione | Misura | 4.20 | 4.35 | 4.45 | 4.55 | 4.60 | 4.65 | 4.70 | 4.75 | 4.80 | 4.90 |
| ---- | ------------------ | ------- | ------ | ---- | ---- | ---- | ---- | ---- | ---- | ---- | ---- | ---- | ---- |
| 1    | Yelena Isinbayeva  | RUS     | 4.90   | -    | -    | -    | -    | x-   | -    | o    | -    | o    | o    |
| 2    | Anna Rogowska      | POL     | 4.75   | o    | -    | o    | o    | -    | o    | o    | xo   | xxx  |      |
| 3    | Monika Pyrek       | POL     | 4.70   | -    | o    | -    | o    | -    | -    | o    | xx-  | x    |      |
| 4    | Carolin Hingst     | GER     | 4.65   | o    | o    | o    | o    | -    | xo   | xxx  |      |      |      |
| 5    | Tatyana Polnova    | RUS     | 4.60   | o    | o    | o    | xo   | xo   | xxx  |      |      |      |      |
| 6    | Pavla Hamácková    | CZE     | 4.55   | xo   | o    | o    | xxo  | xxx  |      |      |      |      |      |
| 7    | Natalya Belinskaya | RUS     | 4.45   | xo   | xxo  | o    | xxx  |      |      |      |      |      |      |
| 8    | Tania Stefanova    | BUL     | 4.35   | o    | o    | xxx  |      |      |      |      |      |      |      |
| 9    | Janine Whitlock    | GBR     | 4.20   | o    | xxx  |      |      |      |      |      |      |      |      |